# Notasteron
Genre
Notasteron est un genre d'araignées aranéomorphes de la famille des Zodariidae.

## Distribution
Les espèces de ce genre sont endémiques d'Australie.

## Liste des espèces
Selon World Spider Catalog (version 17.5, 19/10/2016) :
- Notasteron carnarvon Baehr, 2005
- Notasteron lawlessi Baehr, 2005

## Publication originale
- Baehr, 2005 : The generic relationships of the new endemic Australian ant spider genus Notasteron (Araneae, Zodariidae). Journal of Arachnology, vol. 33, no 2, p. 445-455 (texte intégral).